# Buffalo Gap National Grassland
Le Buffalo Gap National Grassland est une prairie nationale située principalement dans le sud-ouest du Dakota du Sud, aux États-Unis. Couvrant 2410 km², c'est également la deuxième plus grande prairie nationale, après Little Missouri National Grassland dans le Dakota du Nord. Les grasslands comprennent des prairies mixtes et des badlands crayeux. La prairie est gérée par le US Forest Service et est une division de la forêt nationale du Nebraska. Par ordre décroissant de superficie, elle est située dans les comtés de Fall River, Pennington, Jackson et Custer. 

## Description
Les prairies nationales de Buffalo Gap sont gérées par le Forest Service en collaboration avec les forêts nationales du Nebraska et Samuel R. McKelvie et les prairies nationales de Fort Pierre et Oglala à partir de bureaux communs à Chadron, Nebraska. Il y a des bureaux de district de gardes forestiers locaux à Hot Springs et Wall. Le Grassland entoure également le parc national de Badlands et le lieu historique national de Missile-Minuteman. 
Dans la région du bassin de Conata, le programme de réintroduction du putois à pieds noirs le plus réussi entrepris par le gouvernement fédéral, a établi une population petite mais durable de ces mammifères précédemment disparus. 
En 2010, le sénateur du Dakota du Sud, Tim Johnson, a présenté le Tony Dean Cheyenne River Valley Conservation Act, un projet de loi qui désignerait plus de 19 000 hectares de la prairie nationale en tant que wilderness (zone de nature sauvage protégée). La loi permettrait la poursuite du pâturage et de la chasse sur les terres et créerait la première wilderness sauvage de Grasslands du pays,. 

En janvier 2013, Charmaine White Face a fait part de ses préoccupations concernant l'exposition aux radiations des soldats de la Garde nationale de l'armée du Dakota du Sud dans le Buffalo Gap National Grassland. 

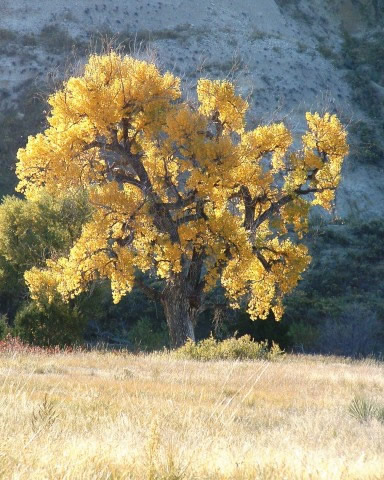
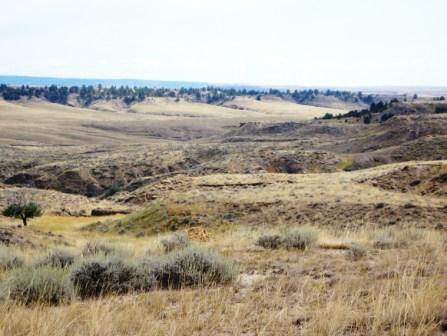